# نسيب جنبلاط
نسيب جنبلاط (1855-1922)، سياسي لبناني، عاصر فترة المتصرفية في جبل لبنان، وتولى مناصب إدارية وسياسية في ذلك العهد. ترأس زعامة الأسرة الجنبلاطية الدرزية بعد والده وأخيه الأكبر.

## نسبه
نسيب بن سعيد بن بشير بن قاسم بن علي بن رباح جنبلاط

## ولادته واسرته
- وُلد في المختارة عام 1855 ميلادي.
- والدته السيدة بدر أمين الدين
- والده سعيد بك جنبلاط، توفي والده عام 1861 بمرض الصدر.
- أخوه الأكبر نجيب جنبلاط جدّ كمال جنبلاط، توفي عام 1893 ميلادي.
- عمته السيدة نايفة جنبلاط
- توفي نسيب جنبلاط بدون أن يترك أولادا.

## دراسته
- تلقى نسيب جنبلاط مع اخيه الأكبر نجيب تعليمه الأولي في المدرسة الوطنية, التي كان يديرها, المعلم بطرس البستاني في بيروت.
- بعدها انتقلا للدراسة العليا في مدرسة الكلية السورية, وانهياها بنجاح.

## عمله
عينته الحكومة العثمانية مع أخيه(نجيب), في وظيفة ادارية, في منطقتين من مناطق الشوف.

## في السياسة

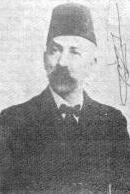
الأمير مصطفى أرسلان
قائمقام الشوف على أيام نسيب جنبلاط

بعد وفاة أخيه نجيب عام 1893 ميلادي، أخذ نسيب جنبلاط يدير شؤون الحزب الجنبلاطي, والطائفة الدرزية في لبنان.
لفت نسيب جنبلاط نظر المتصرفين في لبنان, وهم فرانكو باشا, ورستم باشا, وواصا باشا, فقرّبوه منهم, وقد مُنح عدة وظائف ادارية, منها رئيس دائرة الجزاء الإستئنافية, عام 1983 وقائمقام على قضاء الشوف عام 1884, وقد تناوب في هذا المنصب مع الأمير مصطفى أرسلان خلال ثلاثين سنة.

## من إنجازاته
- أنشأ من ماله الخاص, جسراً على النهر الكبير.
- قام بنقل المياه إلى بلدة بعقلين, وحفر هناك عين ماء.
- وفي عهد المتصرف مظفر باشا عام 1905 بنى دار الحكومة في الشويفات
- بنى قصر البرامية سنة 1895
- مدّ طريق العربات من بيت الدين إلى المختارة
- بنى عدداً من الكنائس والمساجد في مناطق جزين وصيدا والشوف
- في الحرب العالمية الأولى دفع رواتب عشرات الجنود طوال أيام الحرب.
- ومن أعماله بناء غرفة في مقام النبي شعيب في حطين.[1]

## تكريمه من قبل عدد من الدول
وقد مُنح عدة أوسمة من قبل الدولة العثمانية والدولة الفارسية والمملكة الحجازية الهاشمية منها:
- وسام الدولة العثمانية من الرتبة الثانية عام 1883
- الوسام العثماني الرابع عام 1885
- وسام الرتبة الأولى من الصنف الأول عام 1883.
- حصل كذلك على وسام من الدولة الفارسية
- نال وسام النهضة العربية الثاني, ووسام جوقة الشرف من رتبة فارس, والميدالية الذهبية الحجازية والفضية, وعندما جلس الشريف حسين على عرش المملكة الحجازية, منحه لقب باشا ووساماً رفيعاً.
- قد تلقى كتاب شكر من الملك إدوارد السابع ملك إنجلترا, وأهداه سيفاً مرصعاً.

## وفاته
توفي نسيب جنبلاط في 11 تشرين الثاني عام 1922 عن عمر يناهز السابعة والستين, وحضر جنازته المندوب السامي الفرنسي, وأعيان البلاد وتم دفنه في المختارة في مدفن الأسرة.

## الوصلات الخارجية
مقال عن نسيب جنبلاط في مجلة العمامة الدرزية